# Koutchévichté
Koutchévichté (en macédonien et en serbe Кучевиште) est un village situé à Tchoutcher Sandevo, au nord de la Macédoine du Nord. Le village comptait 3167 habitants en 2002. Il se trouve au pied du massif de la Skopska Crna Gora. Il est majoritairement serbe. Le village est connu pour son église médiévale fondée vers 1330 et qui renferme des fresques peintes du XIVe siècle au XVIIIe siècle.

## Démographie
Lors du recensement de 2002, le village comptait :
- Macédoniens : 1 460
- Serbes : 1 654
- Valaques : 15
- Roms : 4
- Bosniaques : 1
- Autres : 33